# سومرال (میسیسیپی)
سومرال (به انگلیسی: Sumrall) شهرکی در ایالت میسیسیپی کشور ایالات متحده آمریکا است که جمعیت آن در سرشماری سال ۲۰۱۰ میلادی، ۱٬۴۲۱
نفر بوده‌است.